# Конрад Патціг
Конрад Патціґ (нім. Conrad Patzig; 24 травня 1888, Марієнбург — 1 грудня 1975, Гамбург) — німецький військовий діяч, адмірал. Керівник Абверу в 1932-1935 роках. Кавалер Німецького хреста в сріблі.

## Біографія
3 квітня 1907 вступив мічманом в кайзерівський флот, навчання проходив на борту фрегата «Штайн». Успішно завершивши навчання, 21 квітня 1908 проведений в фенріхом і 1 жовтня 1909 призначений на лінкор «Нассау», де вже 28.9.1910 дослужився до лейтенанта, а 27.09.1913 до чину старшого лейтенанта. Трьома днями пізніше був призначений в артилерійський підрозділ німецької фортеці в Кіао-Чао, де став ротним командиром.
З початком Першої світової війни — командир батареї № 12. Після капітуляції колони 8 листопада 1914 - в японському полоні.
22 січня 1920 звільнений. По поверненню до Німеччини із залишками свого загону 30 січня 1920 був підвищений до капітан-лейтенанта і зарахований в рейхсмаріне. Далі служив ад'ютантом і 8 квітня 1921 року був переведений до відділу флоту в Бремені. З 18 вересня 1922 по 14 вересня 1924 року - штурман легкого крейсера «Берлін». Потім референт інспекції освіти флоту. З 24 жовтня 1927 року в протягом року командує 1-м навчальним дивізіоном на Балтиці (в Кілі), а далі ще рік служить штурманом на броненосці «Шлезвіг-Гольштейн».
З 17 жовтня 1929 року — знову референт, цього разу в розвідвідділі Імперського міністерства оборони в Берліні. 6 червня 1932 року призначений начальником відділу (в 1935 році його змінив Вільгельм Канаріс).
З 2 січня 1935 року — командувач військово-морської станцією «Нордзе», а з 28 лютого 1935 року - капітан броненосця «Шлезвіг-Гольштейн». У жовтні того ж року призначений командиром споруджуваного важкого крейсера «Адмірал граф Шпее».
Після введення корабля до ладу, Патціґ командував ним до 1 жовтня 1937 року, встигнувши таким чином взяти участь у громадянській війні в Іспанії. На початку жовтня 1937 року був переведений в ОКМ, керував відділом кадрів.
З 1 листопада 1942 року — в розпорядження командувача Крігсмаріне. 31 березня 1943 року  остаточно йде у відставку.
З 8 травня 1945 по 15 березня 1946 року перебував в британському полоні. Після війни (серпень 1955 — листопад 1957) — консультант Бундесмаріне з кадрів вищого комскладу.

## Звання
- Фенріх-цур-зее (21 квітня 1908)
- Лейтенант-цур-зее (28 вересня 1910)
- Оберлейтенант-цур-зее (27 вересня 1913)
- Капітан-лейтенант (30 січня 1920)
- Корветтен-капітан (1 квітня 1926)
- Фрегаттен-капітан (1 жовтня 1931)
- Капітан-цур-зее (1 жовтня 1933)
- Контрадмірал (1 листопада 1937)
- Віцеадмірал (1 січня 1940)
- Адмірал (1 квітня 1942)

## Нагороди
- Залізний хрест
  - 2-го класу (25 жовтня 1920)
  - 1-го класу (23 грудня 1920)
- Колоніальний знак
- Орден Заслуг (Угорщина), срібний хрест (5 грудня 1934)
- Почесний хрест ветерана війни з мечами (23 грудня 1934)
- Медаль «За вислугу років у Вермахті» 4-го, 3-го, 2-го і 1-го класу (25 років; 2 жовтня 1936) — отримав 4 нагороди одночасно.
- Коронаційна медаль Короля Георга VI (Британська імперія; 20 травня 1937)
- Орден Зірки Румунії, командорський хрест (18 листопада 1937)
- Почесний знак Німецького Червоного Хреста 1-го класу (20 квітня 1939)
- Іспанський хрест в сріблі (6 червня 1939)
- Орден морських заслуг (Іспанія), великий хрест білого дивізіону (21 серпня 1939)
- Медаль «У пам'ять 22 березня 1939 року» (26 жовтня 1939)
- Медаль «У пам'ять 1 жовтня 1938 року» (22 листопада 1939)
- Хрест Воєнних заслуг 2-го і 1-го класу з мечами (30 січня 1941) — отримав 2 нагороди одночасно.
- Орден Корони Італії, великий офіцерський хрест (11 березня 1941)
- Орден Священного скарбу 2-го класу (Японська імперія; 9 квітня 1941)
- Орден Хреста Свободи 1-го класу з мечами та дубовим листям (Фінляндія; 25 березня 1942)
- Німецький хрест у сріблі (22 березня 1943)